# 土居田站
土居田站（日语：／ Doida eki */?）是位於日本愛媛縣松山市的鐵路車站，隸屬於伊予鐵道（伊予鐵），車站編號為IY26，是現時採用定點時間表時的列車交換站，也是郡中線內較早設立的列車交匯站。附近為松山市外圍的住宅區，隨著近年不少新樓房及多層式公寓落成，令到使用人數持續上升。此外由土橋站起，路軌一直與愛媛縣道18號及326號並排而行，直至鎌田站為止，長達3.5公里，並且穿越JR四國的予讚線的架空橋。

## 車站結構
現時車站採用與伊予立花站、北久米站及山西站相同的設計，兩層高的小站舍建於月台末端向土橋方向，上層為職員專用部份，下層為站務室、儲物室及洗手間，採用開放式閘口，並設有IC咭感應器。過往因車站入口與平交道過於接近，以及附近裝設了鐵路設備，未能增設無障礙斜道，乘客只能使用樓梯出入車站。2015年6月起進行了一連串的改善工程，包括將進出站用的平交道移前，以配合無障礙斜道投入使用時需要額外的位置；原來位置上的鐵路裝置也被移走；當臨時出入口設置好後，便開始將樓梯部份加高及興建斜道。除此以外，月台內也加建了輪椅專用的洗手間，整個工程於7月尾完成，並於7月25日投入使用。

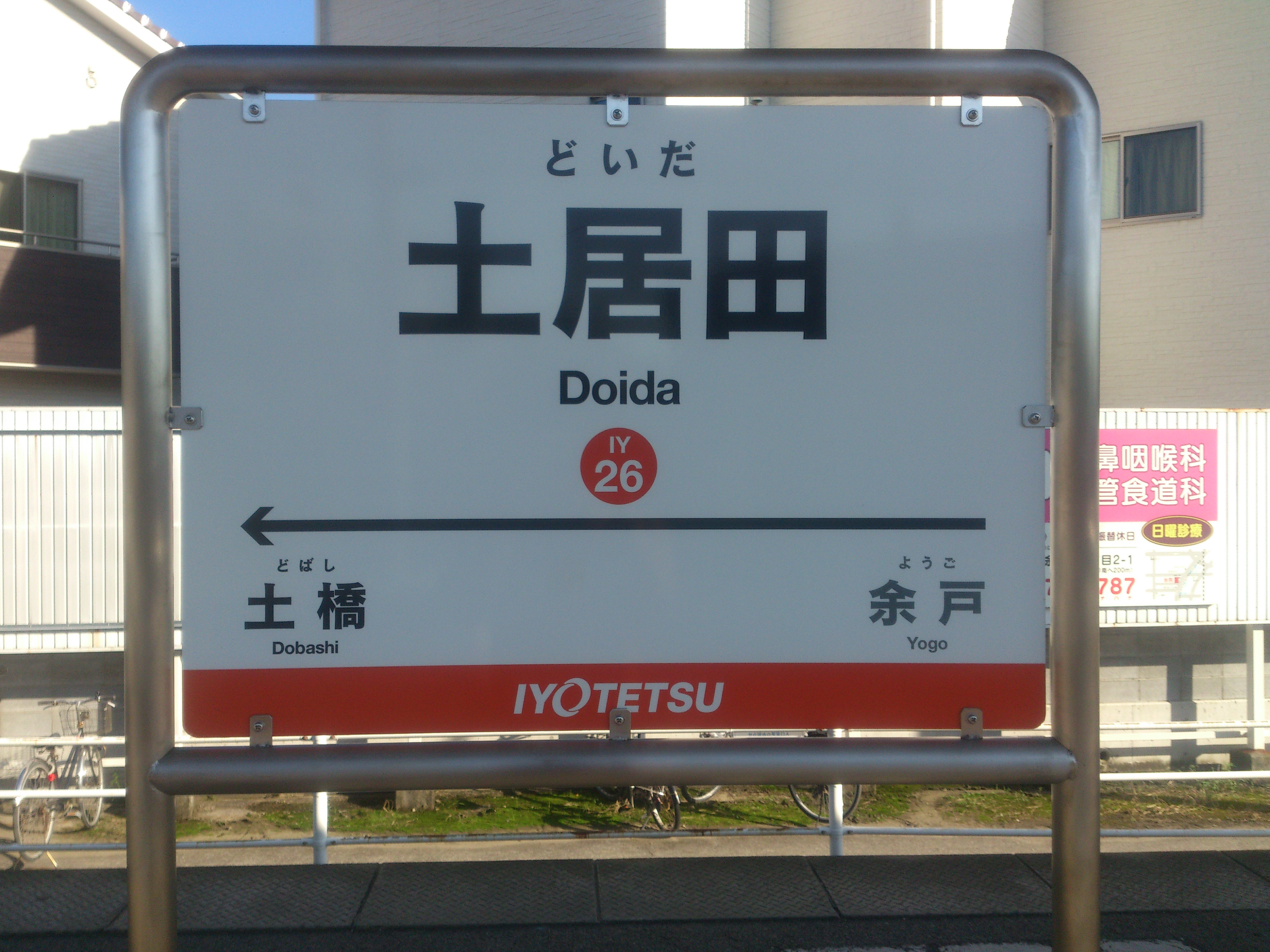
轉用新設計的月台站牌。（2015年9月）

設有島式月台1座，提供1面2線的配置，有效長度為3輛，列車以慣常左側進入月台範圍。月台上設有候車座椅及自動售賣機，而靠近閘口約2輛車廂長度月台設有上蓋。設計上，上行路軌為主軌，下行路軌為側線，但現時因作為列車交換站，已不再細分主、側軌。

### 月台配置
| 月台                | 路線    | 方向 | 目的地           |
| ------------------- | ------- | ---- | ---------------- |
| 東南側 （遠離縣道） | ■郡中線 | 下行 | 松前、郡中港方向 |
| 西北側 （靠近縣道） | ■郡中線 | 上行 | 松山市方向       |

## 歷史
- 1930年3月6日：開業。
- 2015年7月25日：加建無障礙斜道。
- 2025年3月18日：伊予鐵內所有郊外鐵道線均可使用ICOCA及全國交通系IC卡[6][7][8]。

## 相鄰車站
伊予鐵道
■ 郡中線
土橋（IY25）－土居田（IY26）－余戶（IY27）

## 外部連結
- 伊予鐵道土居田站公式網頁。 （页面存档备份，存于）